# Lucian Scurtu

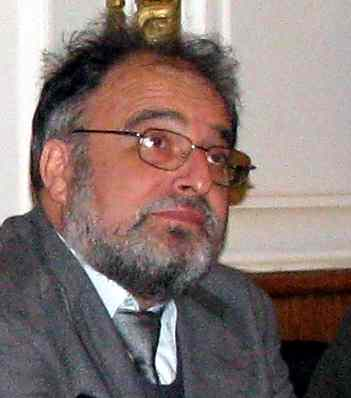
Lucian Scurtu

Lucian Scurtu (n. 3 octombrie 1954 în Holbav, Brașov) este un poet român aparținând generației literare 80-90. Este membru al Uniunii Scriitorilor din România.

## Biografie
Lucian Scurtu s-a născut la 3 octombrie 1954 în localitatea Holbav, Brașov, într-o familie de învățători. În 1973 a absolvit Liceul teoretic din orașul Codlea, Brașov, iar în 1979 Facultatea de filologie-istorie (secția istorie-geografie) a Universității de Vest din Timișoara.
Între 1979-1990 este profesor navetist într-o serie de localități bihorene (Margine, Tămășeu, Cadea), iar din 1990 profesor la Oradea (Gimnaziile D. Cantemir și O. Goga, Liceul de Artă). În perioada studenției frecventează cenaclul literar Pavel Dan al Casei de Cultură a studenților din Timișoara și cenaclul Iosif Vulcan al Bibliotecii Județene Gheorghe Șincai din Oradea (coordonat de Virgil Podoabă). Debutează cu poezie în aprilie 1978 în revista Forum Studențesc din Timișoara. Fost redactor al revistei de cultură Caietele Oradiei. Nu a fost membru P.C.R. În august 1976 a fost anchetat de organele de Securitate, acuzat de acțiuni dușmănoase contra regimului comunist.
A publicat poezie în România Literară, Familia, Vatra, Convorbiri Literare, Orizont, Poesis, Tribuna, Arca, Argeș, Calende, Dacia Literară, Expres cultural, Discobolul, Euphorion, Apostrof, Ramuri, Hyperion, Caiete Silvane, Mișcarea Literară, Acolada, Mozaicul etc.
Scrie cronici literare în revistele Familia, Vatra, Convorbiri Literare, Discobolul, Scriptor, Expres cultural, Euphorion, Apostrof, Argeș, Luceafărul de dimineață, Arca, Poesis, Caietele Oradiei.
Despre poezia sa au scris Ana Blandiana, Alex Ștefănescu, Gheorghe Grigurcu, Al. Cistelecan, Ioan Moldovan, Ion Simuț, Viorel Mureșan, Mircea A. Diaconu, Mircea Bârsilă, Nicolae Coande, Iulian Boldea, Romulus Bucur, Adrian Dinu Rachieru, Gheorghe Mocuța, Dumitru Augustin Doman, Ioana Cistelecan, Mircea Stâncel, Dumitru Augustin Doman, Em. Galaicu-Păun, Lucia Cuciureanu, Andrei Mocuța, Doru Pop, Horia Dulvac, Alexandru Sfârlea, Imelda Chința, Ana Paraschivescu ș.a.

## Cărți publicate
- Lucyan Mărturisitorul, Biblioteca Revistei Familia, Oradea, 1996
- Avatarii faraonului Gregor Samsa, Biblioteca Revistei Familia, Oradea, 2001
- Bestiarul de fontă, Biblioteca Revistei Familia, Oradea, 2004
- Regnul ascuns, Biblioteca Revistei Familia, Oradea, 2008
- Mâna siameză, Biblioteca Revistei Familia, Oradea, 2012
- Exitus, Biblioteca Revistei Familia, Oradea, 2017
- Amurgul din afara trupului, Ed. Brumar, Timișoara, 2020
- Ispita lacheilor, Ed. Brumar, Timișoara, 2022
- Lucyan Mărturisitorul (Antologie), Ed. Limes, Colecția Magister, Florești, 2024

## În volume colective
- Corabia cu poeți, Biblioteca Revistei Familia, Oradea, 2002.
- Poétes Oradiens, Editura Primus, Oradea, 2011.
- Dirijabilul de hârtie, cele mai frumoase poezii, 1971-2011, Editura Ardealul, Târgu-Mureș, 2011
- Empreintes poétiques (Amprente poetice), Editura Primus, Oradea, 2012.

## Antologii
Este prezent în:
- Poezia de după poezie - Ultimul deceniu, Em. Galaicu-Păun, Editura Cartier, Chișinău, 1999
- Poeți români postmoderni, Iulian Boldea, Editura Ardealul, Târgu-Mureș, 2006
- Colecția de călimări, Viorel Mureșan, Editura Caiete Silvane, Zalău, 2013
- Literatura vestului apropiat, Dicționar biobibliografic al membrilor Uniunii Scriitorilor din România, Editura Mirador, Arad, 2013
- Enciclopedia scriitorilor români contemporani de pretutindeni, Colecția „Pasărea Phoenix”, coordonată de Acad. Mihai Cimpoi, Tipografia Centrală, Chișinău, 2019
- De gardă la Echinox, Viorel Mureșan, Editura Caiete Silvane, Zalău, 2019
- Poezia optzecistă, Mircea Bârsilă, Editura Eikon, București, 2021

## Premii
- Premiul Revistei „Dacia Literară”, la Festivalul Național de Poezie „Porni Luceafărul”, Botoșani, 1993.
- Marele Premiu al Festivalului Internațional de Poezie Lucian Blaga, 1995.
- Marele Premiu George Coșbuc și al Uniunii Scriitorilor din România, Bistrița, 2001.
- Premiul M. G. Samarineanu, acordat la Zilele Revistei Familia, 2001.
- Premiul Uniunii Scriitorilor din România, Filiala Arad, 2004.
- Premiul Uniunii Scriitorilor din România, Filiala Arad, 2012.